# FIBT-världsmästerskapen 1970
FIBT-världsmästerskapen 1970 avgjordes i Sankt Moritz i kantonen Graubünden i Schweiz.

## Tvåmannabob
| Placering | Lag                                                  | Tid |
| --------- | ---------------------------------------------------- | --- |
| Guld      | Västtyskland (Horst Floth, Pepi Bader)               |     |
| Silver    | Västtyskland (Wolfgang Zimmerer, Peter Utzschneider) |     |
| Brons     | Schweiz (Gion Caviezel, Hans Candrian)               |     |

Schweiz första medalj sedan 1960.

## Fyrmannabob
| Placering | Lag                                                                                 | Tid |
| --------- | ----------------------------------------------------------------------------------- | --- |
| Guld      | Italien (Nevio de Zordo, Roberto Zandonella, Mario Armano, Luciano de Paolis)       |     |
| Silver    | Västtyskland (Wolfgang Zimmerer, Walter Steinbauer, Pepi Bader, Peter Utzschneider) |     |
| Brons     | Schweiz (René Stadler, Hans Candrian, Max Forster, Peter Schärer)                   |     |

## Medaljligan
| Pl. | Nation       | Guld | Silver | Brons | Totalt |
| --- | ------------ | ---- | ------ | ----- | ------ |
| 1   | Västtyskland | 1    | 2      | 0     | 3      |
| 2   | Schweiz      | 0    | 0      | 2     | 2      |
| 3   | Italien      | 1    | 0      | 0     | 1      |